# Àger
Àger è un comune spagnolo di 516 abitanti situato nella comunità autonoma della Catalogna, nella provincia di Lleida.

## Monumenti e luoghi d'interesse

### Castello e collegiata di San Pietro d'Àger

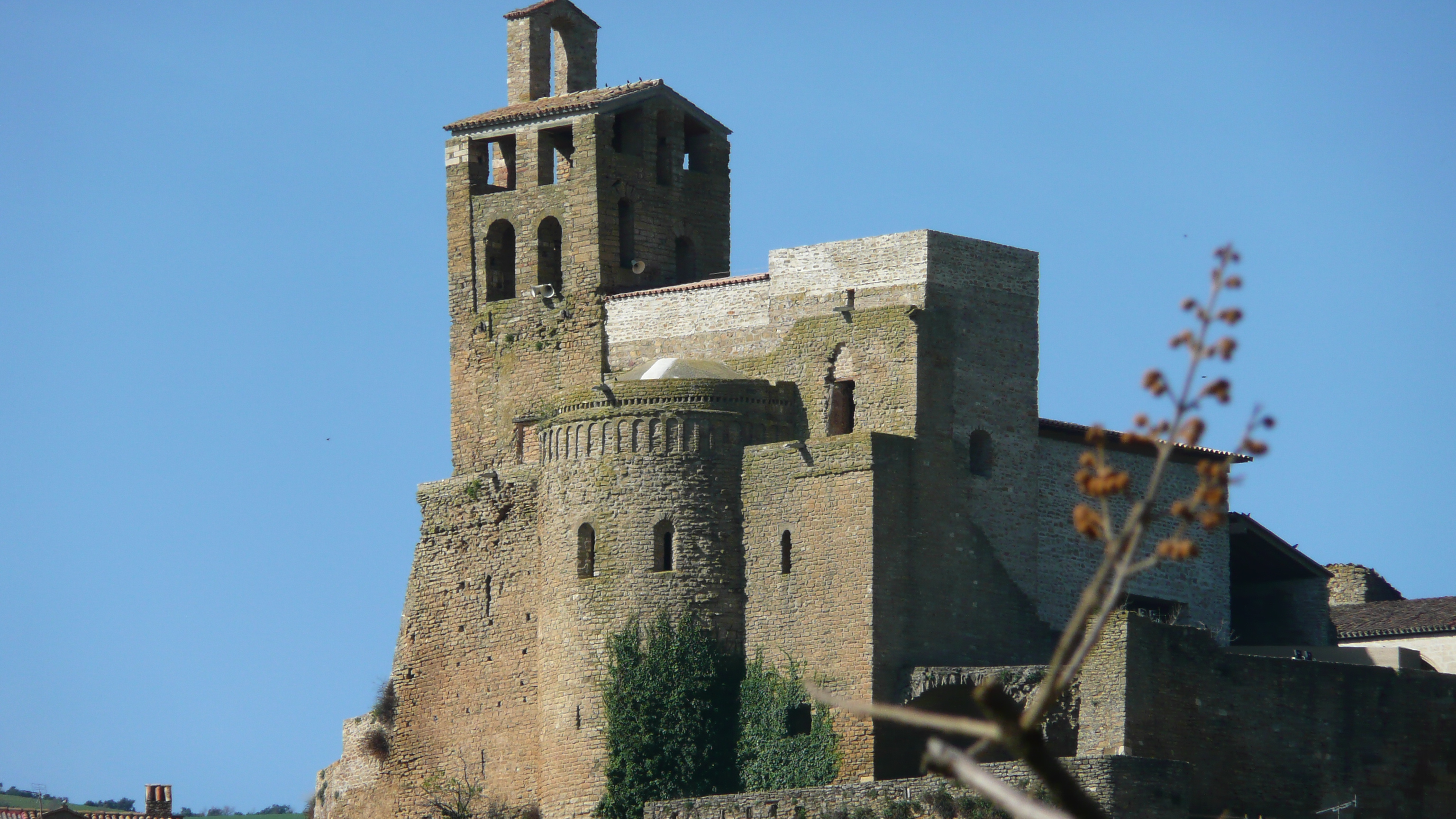
Castello e collegiata di San Pietro d'Àger

La collegiata di San Pietro d'Àger fu decorata dal Maestro di Pedret agli inizi del XII secolo.